# 紀元前574年
紀元前574年（きげんぜん574ねん）は、西暦（ローマ暦）による年。紀元前1世紀の共和政ローマ末期以降の古代ローマにおいては、ローマ建国紀元180年として知られていた。紀年法として西暦（キリスト紀元）がヨーロッパで広く普及した中世時代初期以降、この年は紀元前574年と表記されるのが一般的となった。

## 他の紀年法
- 干支 : 丁亥
- 日本
  - 皇紀87年
  - 綏靖天皇8年
- 中国
  - 周 - 簡王12年
  - 魯 - 成公17年
  - 斉 - 霊公8年
  - 晋 - 厲公7年
  - 秦 - 景公3年
  - 楚 - 共王17年
  - 宋 - 平公2年
  - 衛 - 献公3年
  - 陳 - 成公25年
  - 蔡 - 景侯18年
  - 曹 - 成公4年
  - 鄭 - 成公11年
  - 燕 - 昭公13年
  - 呉 - 寿夢12年
- 朝鮮
  - 檀紀1760年
- ユダヤ暦 : 3187年 - 3188年

## できごと

### 中国
- 衛の北宮括が軍を率いて鄭に侵入し、高氏に達した。
- 晋・斉・魯・宋・衛・曹などの連合軍が鄭を攻撃した。
- 晋を中心とする諸侯が柯陵で同盟した。
- 楚の子重（公子嬰斉）が鄭を救援して、首止に進軍したため、連合軍は撤退した。
- 斉の高無咎が莒に亡命した。
- 晋・斉・魯・宋・衛・曹などの連合軍が鄭を攻撃し、鄭を包囲した。楚の公子申が鄭を救援し、汝水のほとりに進軍したため、連合軍は撤退した。
- 斉の国佐が慶克を殺害した。
- 晋の胥童らが郤氏を襲撃し、郤錡・郤犨・郤至らを殺害した。
- 楚の公子橐が軍を率いて舒庸を襲撃し、これを滅ぼした。
- 晋の欒書・荀偃が胥童を殺害した。

## 死去
- 叔嬰斉 - 魯の大夫、子叔声伯
- 定公 - 邾の君主